# Frötuna och Länna skeppslag
Frötuna och Länna skeppslag var ett skeppslag i östra Uppland. Skeppslaget var beläget i nuvarande Norrtälje kommun, vilken är en del av Stockholms län.  Den totala arealen mätte knappt 392 km² och befolkningen uppgick år 1906 till 7 694 invånare. 
Tingsställe var till 1800-talet omväxlande i Länna socken och vid Frötuna kyrka, för att sedan flytta in till Norrtälje. 

## Geografi
Frötuna och Länna skeppslag utgörs av ett starkt sönderskuret kustlandskap med en största bredd av 13 km på fastlandet söder om Norrtäljeviken. Det omfattar även den rika skärgården utanför, vilken sträcker sig omkring 40 kilometer ut till havs. Fastlandsdelen är rik på sjöar, vikar och sund. Vidare finns på fastlandet småslätter mellan skogiga och branta berg. Endast östra delen av Rådmansö socken har jämn skogsmark. Skeppslaget var beläget längs med Furusundsleden, den viktiga norra farleden in mot Stockholm, och gränsade i söder mot Åkers skeppslag, i nordväst till Sjuhundra och Lyhundra härader och i norr till Bro och Vätö skeppslag.
Det fanns inga köpingar eller municipalsamhällen i skeppslaget, men den största tätorten är numera Bergshamra, belägen 60 km nordost om Stockholm, även om de mer kända orterna Furusund och Köpmanholm också är belägna här.

### Socknar
Frötuna och Länna skeppslag utgjordes av fyra socknar.
- Frötuna
- Rådmansö
- Länna
- Blidö

## Historia
Frötuna och Länna skeppslag var en del av det medeltida uppländska folklandet Roden (jmfr Roslagen), vilket bl.a. innebär att det fick rusta fartyg åt kungens ledung.  I namnet Frötuna, som år 1311 skrevs Frötunum, finns antingen gudinnenamnet Fröja eller dialektordet frö 'fruktbar, frodig'. Efterledet -tuna anses beteckna en huvudgård eller en centralort.  Namnet Länna, som omnämns första gången år 1303, kommer av verbet lænda i betydelsen landa, det vill säga tilläggsplats för båtar. Frötuna kyrka är ursprungligen från 1100-talet, och i dess östra del finns ett kapell som tros ha tillhört Sten Sture den äldre. 
Länna kyrka är i sin tur från 1300-talet och två korsande sprickdalar vittnar om att vattenvägar en gång kan ha bundit samman området med Frötuna och trakten kring Norrtäljeviken längre norrut. Vid färjeläget i Furusund låg, sedan Sverige förlorat Finland, en tull- och telegrafstation. Här går även färjorna över till Köpmanholm Yxlan och Blidö kors och tvärs över den livligt trafikerade farleden, och Furusund i egenskap av en skärgårdens grindstolpe har kommit att namnge hela den stora leden in mot Stockholm. Längst ut i farleden är färjeläget Kapellskär beläget. Trafiken i österled är numera tät men hamnen har medeltida anor, och år 1719 var trafiken snarast omvänd då vattnen utanför användes som samlingspunkt för den ryska flottan vid deras härjningar längs den svenska kusten samma år.

## Län, fögderier, domsagor, tingslag och tingsrätter
Häradet har sedan 1715 hört till Stockholms län, innan dess Upplands län (1634-1639, 1648-1651, 1654-1714) och i perioderna däremellan till Stockholms län. Församlingarna i häradet tillhörde alla före 1 juli 1942 Uppsala stift, därefter Stockholms stift. 
Häradets socknar hörde till följande fögderier:
- 1720-1881 Åkers, Frötuna och Länna, Värmdö fögderi
- 1882-1966 Mellersta Roslags fögderi
- 1967-1990 Norrtälje fögderi

Häradets socknar tillhörde följande domsagor, tingslag och tingsrätter:
- 1680-1900 Frötuna och Länna skeppslags tingslag i 
  - 1680 Sjuhundra, Lyhundra, Frötuna, Länna, Långhundra, Seminghundra, Vallentuna och Åkers häraders/skeppslags domsaga
  - 1681-1689 Långhundra, Lyhundra, Frötuna, Länna, Sjuhundra, Åker och Värmdö häraders/Skeppslags domsaga
  - 1689-1714 Frötuna, Länna, Långhundra, Seminghundra, Vallentuna, Väddö, Bro och Vätö häraders/skeppslags domsaga
  - 1715-1777 Lyhundra, Frötuna, Länna, Närdinghundra, Sjuhundra, Frösåker, Häverö, Väddö, Bro och Vätö häraders/Skeppslags domsaga
  - 1777-1862 Lyhundra, Sjuhundra, Frötuna och Länna och Närdinghundra domsaga
  - 1863-1900 Lyhundra, Sjuhundra, Frötuna och Länna, Bro och Vätö domsaga från 1870 benämnd Mellersta Roslags domsaga
- 1901-1970 Mellersta Roslags domsagas tingslag i Mellersta Roslags domsaga

- 1971- Norrtälje tingsrätt och dess domsaga

### Webbkällor
- Nationella arkivdatabasen för uppgifter om fögderier, domsagor, tingslag och tingsrätter